# Velázquez (metropolitana di Madrid)
Velázquez è una stazione della linea 4 della metropolitana di Madrid.
Si trova sotto le Calle de Goya, nell'incrocio con la Calle de Núñez de Balboa, nel distretto di Salamanca.

## Storia
La stazione fu aperta al pubblico il 23 marzo 1944, in corrispondenza dell'apertura della linea 4 tra le stazioni di Argüelles e Goya.

## Accessi
Vestibolo Velázquez
- Goya, impares: Calle de Goya 39 (angolo con Calle de Velázquez)
- Goya, pares: Calle de Goya 20

Vestibolo Castelló aperto dalle 6:00 alle 21:40
- Goya, impares: Calle de Goya 53 (angolo con Calle de Castelló)
- Goya, pares: Calle de Goya 32 (angolo con Calle de Castelló)